# Margaretin most
Margaretin most (včasih Margitin most)  (madžarsko Margit híd madžarska izgovorjava: [ˈmɒrgit ˈhiːd]) je trikraki most v Budimpešti na Madžarskem, ki povezuje Budim in Pešto čez Donavo ter povezuje Margaretin otok z bregovi. Je drugi najsevernejši in drugi najstarejši javni most v Budimpešti.
Zasnoval ga je francoski inženir Ernest Goüin, zgradilo pa ga je gradbeno podjetje Maison Ernest Goüin et Cie. med letoma 1872 in 1876, glavni inženir pa je bil Émile Nouguier. Margaretin most je bil drugi stalni most v Budimpešti po Széchenyijevem verižnem mostu. Ta most vodi do Margaretinega otoka, njegova dva dela pa se med seboj oklepata za 165 stopinj na odcepu proti otoku. Razlog za to nenavadno geometrijo je, da je bil majhen prizidek za povezavo z Margaretinim otokom na hitro vstavljen v prvotno zasnovo, vendar zaradi pomanjkanja sredstev zgrajen šele dve desetletji pozneje.
Dva konca mostu sta:
- Jászai Mari tér (severni konec Grand Boulevard) in
- Park Germanus Gyula (postaja Szentendre HÉV; kopališča Lukács in Király so v bližini).

Dolg je 607,5 metrov in širok 25 metrov.

## Rekonstrukcija

### Druga svetovna vojna
Potem ko so se sovjetske vojske proti koncu druge svetovne vojne približale Budimpešti, so inženirci Wehrmachta naredili načrte za razstrelitev vseh mostov v Budimpešti. Vendar pa je 4. novembra 1944 približno ob 14. uri iskra iz mimo vozečega tramvaja prezgodaj vžgala vžigalno vrvico, medtem ko so jo polnili. Eksplozija, ki je nastala, je uničila vzhodni razpon mostu. Ocene o številu žrtev se gibljejo od 100 do 600: med njimi so bili nedolžni civilisti, približno 40 nemških vojakov, potniki v tramvaju, ki se je prevrnil in padli v reko, ter judovski prisilni delavci (vključno z olimpijskim prvakom, sabljačem Endrejem Kabosom), ki so bili na mostu v tovornjaku.
»Ko smo prispeli pred Komedijo, nas je pretresla močna eksplozija. Stekel sem nazaj do nabrežja Donave (približno 250 metrov stran), kjer se je zbrala ogromna množica ljudi. Na strani Pešte sta se zrušila dva loka mostu. V reko so padli tramvaji, avtomobili in na stotine ljudi. Dva razbita vagona tramvaja številka 6 sta štrlela iz vode in slišalo se je stokanje poškodovanih. Trupla so visela z ograj, v vrtinčastih vodah pa so bili mrtvi in ranjeni. Ladje, čolni in policijska plovila so poskušali rešiti kogarkoli so lahko.« Miklós Kovalovszky
Vse preostale mostove v Budimpešti je Wehrmacht razstrelil januarja 1945 med svojim umikom na budimsko stran obkoljene prestolnice.
Med obnovo Margaretinega mostu je bil velik del prvotnega jeklenega materiala dvignjen iz reke in vključen v obnovljeno strukturo.

### 2009–2011
Do začetka 2000-ih je bil most v zelo slabem stanju. Postal je življenjsko nevarna, zato je bila njegova rekonstrukcija zelo pomembna. Obnova (po dokončanju mostov Megyeri in Szabadság) se je začela 21. avgusta 2009. Zaprt je bil za cestni promet najmanj eno leto, vendar so tramvaji delno vozili po mostu z uporabo začasne proge. Celoten projekt je vzel več kot 20 milijard forintov, polovica stroškov pa je bila financirana iz sredstev EU. Obnova je bila končana leta 2011. Mostu so poskušali povrniti prvotno podobo. Namesto armiranega betona so uporabili trpežno jeklo in vgradili nove pregrade ter reflektorje. Srednje pasove so razširili, pločnik razširili za cca. 2 metra in dokončali kolesarsko stezo.
Med obnovo leta 2011 so odkrili človeške ostanke. Večinoma judovski posmrtni ostanki so bili žrtve skrajno desne Stranke puščičnega križa, ki je na kratko vladala Madžarski od leta 1944.

## Kulturne reference
Kmalu po slovesni otvoritvi je most postal priljubljeno mesto za ljudi, ki si želijo vzeti življenje zaradi osebnih ali finančnih težav. Val samomorov je navdihnil Jánosa Aranyja, priznanega madžarskega pesnika, da je napisal balado o skakalcih »Híd-avatás« ('Slovesna otvoritev mostu'). Široko razdeljena je bila v obliki letakov, ilustrirana z romantično oblikovanimi zapletenimi risbami s svinčnikom Mihályja Zichyja.
Most je upodobljen na znamki za 30 forintov iz leta 1964.

## Galerija
- 1888 – preden je bil most povezan z Margaretinim otokom; prikazane bodoče ulice Újlipótváros
- Podrt most, 4. november 1944
- 2009 – zahodni del, južna stran Marjetinega mostu
- 2012 - po prenovi
- 2009 – struktura povezovalnega odseka do Margaretinega otoka
- 2010 - prenova
- 2012 - po prenovi
- Svetilka
- Plošča v spomin na gradnjo in obnovo mostu